# Emerico Giachery
Emerico Giachery (Roma, 8 febbraio 1929) è uno scrittore e saggista italiano.

## Biografia
Laureato in Lettere con lode (relatore il Prof. Alfredo Schiaffini) nell'Università di Roma La Sapienza, è stato assistente, prima volontario, poi straordinario, infine ordinario alla Cattedra di Storia della lingua italiana.
Libero docente in Letteratura italiana, è stato Lettore di lingua italiana nelle Facoltà di Lettere delle Università di Nancy e di Berna.
È stato poi professore incaricato nelle Facoltà di Lettere dell'Università di Cagliari (Letteratura Italiana e Storia della critica letteraria) e di Macerata (Letteratura italiana moderna e contemporanea e Storia della lingua italiana); professore ordinario di Lingua e letteratura italiana nella Facoltà di Lettere dell'Università di Ginevra; professore ordinario nella Facoltà di Magistero dell'Università di Genova (Letteratura italiana contemporanea); professore ordinario nella Facoltà di Magistero dell'Università dell'Aquila, di cui è stato anche Preside. Infine è stato professore ordinario di Letteratura italiana moderna e contemporanea, prima di essere collocato a riposo, nella II Università di Roma (Tor Vergata).
Ha diretto la sezione letteraria del 'Centro di Studi Umanistici Niccolò V' con sede nel Castello di Castiglione del Terziere in Lunigiana voluto dall'amico fraterno lo scrittore,  poeta e farmacologo Loris Jacopo Bononi.
Ha tenuto diverse Lecturae Dantis per la Casa di Dante in Roma, di cui alcune pubblicate con l'interpretazione vocale dello stesso lector in cd-rom.
Accademico Segretario in seguito Pro-Custode Generale dell'Accademia d'Arcadia. È socio del Pen Club. 
Ha collaborato con molte riviste ("Marsia", "Giornale storico della letteratura italiana", "Nuova Antologia", "Ulisse", "Cultura e scuola", "Belfagor", "Galleria", "Critica letteraria", "Lettere italiane", "Quaderni dannunziani", "Versants", "Humanisme et Renaissance", "Tempo Presente", "Studi Romani", "Italianistica", "Humanitas", "Letteratura e società", "Studium", "Poesia e poeti", "Sincronie", "Ermeneutica letteraria", "Rivista di letterature dialettali").
Ha scritto numerose prefazioni a libri di autori come Elio Andriuoli, Antonio Bonchino, Loris Jacopo Bononi, Carla Boroni, Marco Camerini (in collaborazione con Noemi Paolini), Rocco Carbone, Paolo Carlucci, Giannicola Ceccarossi, Dino Claudio, Igino Creati, Francesco De Napoli, Rodolfo Di Biasio, Giuseppe Di Marco, Ninnj Di Stefano Busà, Luigi e Alessandro Dommarco, Renato Filippelli, Alberto Frattini, Giuseppe Juliano, Paolo Leoncini, Paola Lucarini, Maria Grazia Maramotti, Matteo Melillo, Roberto Mosena, Antonio Panizzi, Marino Piazzolla, Fabio Pierangeli, Albino Pierro, Franco Carlo Ricci, Achille Serrao, Cristanziano Serricchio, Michele Urrasio, Luigi Vasale, Marcello Vitale, Arnaldo Zambardi.  È partito dalla critica stilistica, soprattutto di Leo Spitzer, e poi si è aperto ad altri orizzonti metodologici, in concomitanza della Nouvelle critique d’Oltralpe.
La sua attività interpretativa si fonda sul continuo richiamo alla presenza del testo, concepito come dinamico universo di segni e di sensi, col quale tenta di mettersi in sintonia, servendosi di strumenti di volta in volta filologici, stilistici, tematici, simbolici. E l'itinerario dell'opera rappresenta, per l'autore e per l'interprete, un cammino di conoscenza. Sempre più, col passar degli anni, lo studioso affianca alle pagine propriamente interpretative e critiche più liberi scritti di riflessione, di memoria, di ricerca del significato del vivere.
Nel 2018 viene nominato presidente onorario del Premio internazionale di poesia, saggistica, giornalismo “Tulliola Renato Filippelli” da Carmen Moscariello.
È membro autorevole del Comitato d'onore, con la moglie Noemi Paolini, del Premio Letterario La Tore isola d'Elba.
Emerico Giachery risiede a Roma ed è sposato con Noemi Paolini.

## Opere principali
- Il libro di Zeffirino (racconti), Atanor, Roma, 1955;
- Verga e D'Annunzio, Silva, Genova, 1969;
- Il lettore in pantofole (con lettere inedite di Antonio Baldini), Bulzoni, Roma, 1971;
- Due maestri, cinque amici, Argileto, Roma, 1974;
- Civiltà e parola. Studi ungarettiani, Argileto, Roma, 1974;
- L'avventura del testo, Japadre, L'Aquila, 1978; seconda edizione, arricchita di una Premessa, Solfanelli, Chieti, collana Arethusa, diretta da Giuseppe Paolo Maria Grasso, 2012;
- Metamorfosi dell'orto e altri scritti montaliani, Bonacci, Roma, 1985;
- L'interprete al poeta. Lettere ad Albino Pierro, Osanna, Venosa, 1987;
- Nostro Ungaretti, Studium, Roma, 1988;
- Trittico pascoliano, Bulzoni, Roma, 1989;
- Motivo e parola. Saggi su Leopardi, Verga, Gadda, Montale, Spitzer, Schiaffini, Petrini , Guida, Napoli, 1990;
- Saluto di primavera a Romani-Rivier, Bardi, Roma, 1991;
- Verga e D'Annunzio. Ritorno a Itaca, Studium, Roma, 1991;
- Dialetti in Parnaso, Giardini, Pisa, 1992;
- Requiem per due poeti, All'insegna dell'Occhiale, Roma, 1995;
- Letteratura come amicizia, Bulzoni, Roma, 1996;
- Luigi Dommarco: la poesia musicale per Guido Albanese, All'insegna dell'Occhiale, Roma, 1997;
- Luoghi di Ungaretti, Edizioni Scientifiche Italiane, Napoli, 1998;
- Ungaretti verticale, (in collaborazione con Noemi Paolini), Bulzoni, Roma, 2000;
- Pas de deux per la poesia di Alberto Caramella, (in collaborazione con Noemi Paolini), Vecchiarelli, Manziana, 2000;
- La parola trascesa e altri scritti, 2001;
- L'avventura del sogno, Stango, Roma, 2001;
- La vita che dà barlumi, Gallo & Calzati, Bologna, 2003;
- Albino Pierro grande lirico, Genesi, Torino, 2003;
- Gioia dell'interpretare. Motivi, stile, simboli, Carocci, Roma, 2006;
- Abitare poeticamente la terra, Carpena-Lumières Internationales, Lugano 2007;
- Belli poeta di Roma tra Carnevale e Quaresima, Studium, Roma, 2007;
- Il canto XIII dell'Inferno - Il canto X del Purgatorio Il canto III del Paradiso, All'insegna dell'Occhiale , Edizioni Graphisoft, Roma, 2008;
- Ungaretti a voce alta e altre occasioni, Edizioni Nuova Cultura, Roma, 2008;
- Il canto I del Paradiso, All'insegna dell'Occhiale (Edizioni Graphisoft), Roma, 2008;
- Voci del tempo ritrovato, Edilazio, Roma, 2009;
- La vita e lo sguardo, Fermenti, Roma, 2011;
- Sintonie d'interprete (Belli,Verga,D'Annunzio,Pascoli,Ungaretti), Loffredo, Napoli, 2012;
- Il canto V dell'Inferno, All'insegna dell'Occhiale (Edizioni Graphisoft), Roma, 2012;
- Ungaretti e il mito (con un'appendice su Ungaretti e Dante), Edizioni Nuova Cultura, Roma, 2012;
- Per Montale, Aracne, Roma, 2013;
- Passione e sintonia. Saggi e ricordi di un italianista, Carocci editore, Roma 2015;
- Con Dante, letture, saggi, indici, Appula aeditua, Volturino FG 2016.